# Schondra
Schondra là một đô thị ở huyện Bad Kissingen bang Bayern nước Đức. Đô thị Schondra có diện tích 28,61 km², dân số thời điểm ngày 31 tháng 12 năm 2006 là 1836 người.